# Howard Crosby Butler

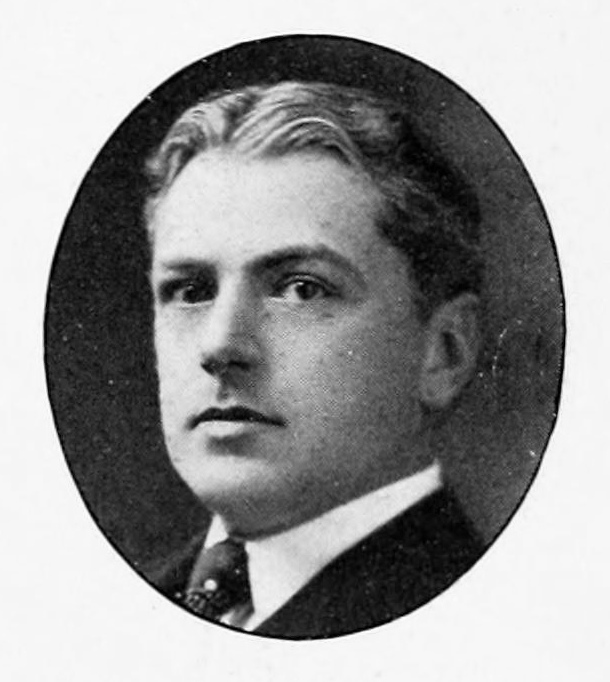
Howard Crosby Butler

Howard Crosby Butler (* 7. März 1872 in Croton Falls, New York; † 13. August 1922 in Neuilly-sur-Seine) war ein US-amerikanischer Architekturhistoriker und Archäologe.

## Leben
Howard Crosby Butler, Sohn von Edward Marchant Butler und Helen Belden Crosby (Butler), studierte zunächst am College of New Jersey, der späteren Princeton University (A.B. 1892; A.M 1893). Anschließend setzte er sein Studium an der Columbia School of Architecture in New York fort. Im Jahr 1895 begann er als Lecturer für Architekturgeschichte an der Princeton University zu unterrichten und führte 1897/98 seine Studien an der American School of Classical Studies in Rom und Athen weiter. 1901 wurde er Professor für Kunstgeschichte und Archäologie an der Princeton University.
Während seiner Studienzeit begann sich Butler für die von Melchior de Vogüé (1829–1916) in den Jahren 1860 bis 1862 in Syrien durchgeführten archäologischen Expeditionen zu interessieren. Durch de Vogüé ermutigt, nahm er sich vor, die von dem Franzosen bereits erkundeten Fundstätten erneut zu besuchen und genauer zu erforschen. Mit dieser Zielsetzung begann an der Princeton University das Zeitalter der wissenschaftlichen Archäologie. Von 1899 bis 1900 leitete Butler die erste von der Universität finanzierte Expedition nach Syrien. Die Princeton-Absolventen William Kelly Prentice (1871–1964), ein Klassischer Philologe, und Robert Garrett (1875–1961) als Architekt und Geodät sowie der mit Prentice befreundete deutsche Orientalist Enno Littmann (1875–1958), ein Experte für nahöstliche Sprachen und semitische Philologie, schlossen sich Butler auf seiner Reise an. Von 1904 bis 1905 erfolgte zusammen mit Prentice und Littmann die zweite Syrien-Expedition, bei der die zuvor besuchten Monumente genauer untersucht und weitere Stätten in der Region erkundet wurden. Zudem wollten die Wissenschaftler die antiken Bauwerke dokumentieren, bevor die anhaltenden Zerstörungen durch eine wachsende Bevölkerung weitere Untersuchungen unmöglich machten. Im Jahr 1905 erhielt Butler einen Lehrstuhl für Architekturgeschichte in Princeton. Zwischen März und April 1909 unternahm er eine dritte Expedition nach Syrien, um die noch nicht vollständig abgeschlossenen archäologischen Arbeiten zu vollenden. Anstelle der von de Vogüé durchgeführten Untersuchung von achtzehn Monumenten dokumentierte Butler am Ende über 200 Gebäude und brachte mehr als 1500 Fotos nach Hause.
Im Jahre 1910 übernahm er die Grabungsleitung an der Ausgrabungsstätte Sardes in Kleinasien, die bis zum Beginn des Ersten Weltkriegs 1914 andauerte. Littmann erhielt die Aufgabe, die dort entdeckten Inschriften zu entziffern, und auch Prentice beteiligte sich an der Arbeit. Erst 1922 kehrte Butler nach Sardes zurück. Am 11. August 1922 klagte er über Unwohlsein, nachdem er von Sardes über Neapel nach Frankreich zurückgekehrt war. Am 13. August kam er in das Amerikanische Krankenhaus in Neuilly-sur-Seine und starb in derselben Nacht.

## Veröffentlichungen (Auswahl)
- Scotland's ruined abbeys. Macmillan, New York 1900 (Digitalisat bei archive.org).
- The Story of Athens. A Record of the Life and Art of the City of the Violet Crown Read in Its Ruins and in the Lives of Great Athenians. The Century Company, New York 1902.
- Publications of an American Archaeological Expedition to Syria in 1899–1900. Part 2: Architecture and other arts. The Century Company / William Heinemann, New York / London 1904 (Digitalisat bei archive.org).
- (Hrsg.): Syria: Publications of the Princeton University Archaeological Expeditions to Syria in 1904–1905 and 1909. Brill, Leiden (Digitalisate bei der UB Heidelberg).
- Sardis. Publications of the American Society for the Excavation of Sardis Volume 1: The excavations Part 1: 1910–1914. Brill, Leiden 1922.
- Sardis. Publications of the American Society for the Excavation of Sardis Volume 2: Architecture Part 1: The temple of Artemis. Leiden, Brill 1925.
- Early churches in Syria, fourth to seventh centuries. Princeton 1929 (Digitalisat bei archive.org).